# Turbanul lui Ali-Baba
Turbanul lui Ali-Baba este un film românesc din 1974 regizat de Virgil Mocanu.